# Jos Watelet
Josephus Joannes Octavius (Jos) Watelet (Antwerpen, 8 april 1881 – Wommelgem, 2 mei 1951) was een Belgisch componist, musicoloog, pianist en organist.

## Levensloop
Hij was zoon van Celesta Maria Segers en Carolus Eduardus Ludovicus Watelet. Hijzelf trouwde in 1904 als muziekleraar met Elisabeth Susanna Goemans.
Watelet volgde de middelbare school aan het jezuïetencollege in Antwerpen. Hij studeerde verder aan het Koninklijk Vlaams Muziekconservatorium. Hij volgde er de lessen van Peter Benoît, Pieter-Jozef Bosiers en Jan Blockx. Hij had er als medestudenten Flor Alpaerts, Karel Candael, Jan Broeckx en Jef Van Hoof.
Hij verliet het conservatorium in 1900 als eerste laureaat en volleerde pianist en orgelist en oogstte succes in de volgende jaren, zowel in België als in Nederland. In het Antwerpse conservatorium kreeg hij de eerder bescheiden betrekking van pianobegeleider.
In 1911 was hij van de Groeningerwacht een van de oprichters van Pro Westlandia, een vereniging voor zang en voordrachtkunst. De medestichters waren Paul Lepage, August Borms, Hilaire Allaeys, Cyriel Rousseeu, Willem van Es en Abraham Hans. Het doel was gericht op West-Vlaanderen en Frans-Vlaanderen, om er door het verspreiden van muziek en van literaire teksten de Nederlandse taal en cultuur te ondersteunen. Pro Westlandia organiseerde optredens in 1912-1914 in Belle, Hazebroek, Kassel, Duinkerke, Wormhout, Sint-Winoksbergen, Gijvelde, Roubaix, Godewaarsvelde, Caester en Ekelsbeke. In West-Vlaanderen werd onder meer opgetreden in Poperinge, Watou, Ieper, Kortrijk en Menen. De Eerste Wereldoorlog maakte een einde aan de activiteiten, die na de oorlog niet meer hernomen werden.

## Vlaamsgezind en Activist
Watelet verkeerde al van voor de oorlog in Vlaamsgezinde middens. Hij gebruikte trouwens als pseudoniem de naam 'Jef Vlamings'. In 1917 en 1918 trad hij toe tot de activistische Antwerpse kringen en naam deel aan guldensporenvieringen en studentenfeesten. Ook trad hij op als pianist voor de activistische caritatieve organisatie Volksopbeuring. In dit eerder late stadium van de oorlog, was hij volgens Jef Van Hoof de enige binnen het Antwerpse Conservatorium om zich als uitgesproken activist te bekennen. Toen de Belgisch gezinde studieprefect van het Conservatorium, Jules Boelaerts, geschorst werd door de Duitse overheid, werd Watelet zijn vervanger. 
Gevolg hiervan werd Watelet na de Bevrijding gearresteerd en bleef hij zeven weken in de gevangenis. Hij werd afgezet als begeleider in het Conservatorium en uiteraard niet als studieperfect weerhouden. Hij had tijdens de oorlog ook een Frontersmars gecomponeerd.
In de naoorlogse jaren had Watelet het moeilijk, bij gebrek aan een vaste betrekking. In 1921 werd hij organist van de protestantse kerk in Antwerpen en bleef dit tot na de Tweede Wereldoorlog, wat hem van een bescheiden maar vast inkomen verzekerde. Daarnaast gaf hij ook pianoconcerten. 
Samen met zijn vriend, de rijksambtenaar Paul Lepage, stichtte hij in 1920 in Berchem de muziekuitgeverij De Ring, die de opvolging nam van de Mechelse uitgeverij Voor Taal en Volk, die in 1912 was gesticht door Lepage. Tussen 1921 en 1937 publiceerde De Ring meer dan driehonderd composities van eigentijdse Vlaamse componisten, onder hen Watelet.
De werken van Watelet gaven een Vlaams-nationalistische toon aan de uitgeverij, onder meer met zijn eerste gepubliceerde composities op teksten van Ward Hermans, of van de afgezette activistische stadssecretaris van Antwerpen, Hubert Melis. Naast Watelet publiceerden ook bij De Ring: Jef Tinel, Flor Peeters, Hendrik Van Schoor, Marinus De Jong, Karel Albert en Hendrik Diels. 
De uitgeversactiviteiten leidden Watelet tot vriendschap met onder meer Pol De Mont, Jozef Simons, Hendrik Luyten en Arthur Verhoeven. Hij begon zich ook meer en meer toe te leggen op het bestuderen van de oude (Vlaamse) muziek. Samen met advocaat Jean Auguste Stellfeld stichtte hij de Vereeniging voor Muziekgeschiedenis. De studie concentreerde zich op de zeventiende- en achttiende-eeuwse componisten uit de Zuidelijke Nederlanden. Tussen 1932 en 1951 publiceerde hij zeven volumes van de Monumenta Musicae Belgicae, met orgel- en klavecimbelmuziek van Jean-Baptiste Loeillet van Gent, Abraham van den Kerckhoven, Joseph-Hector Fiocco, Charles Guillet, Giovanni de Macque, Charles Luython, Josse Boutmy, Dieudonné Raick, Charles Joseph van Helmont en Gerhardus Havingha. De Ring gaf verder nog werk uit van de zeventiende- en achttiende-eeuwse componisten Pieter Van Maldere, Willem de Fesch en Carolus Hacquaert.
Tijdens de Tweede Wereldoorlog hield Watelet zich afzijdig van alle collaboratie. Zijn woning werd zwaar beschadigd door een vliegende bom.
Na zijn dood werd hij begraven in Wommelgem. In 1966 werd zijn graf naar het erepark overgebracht.

## Componist
Watelet componeerde in de stijl van Peter Benoît. Van hem zijn bekend:
- Frontersmars (door hemzelf, onder pseudoniem Jef Vlamings), verspreid aan het Front.
- Wat maal ik er om?, lied op tekst van Ward Hermans.
- Zoet lief, ge wilt van mij al scheiden, lied op tekst van Hubert Melis.
- O 't ruisen van het ranke riet, voor piano.
- Tarantella, voor piano.
- Vlaamse rapsodieën, voor piano.
- Tien klavierstukken.
- Perkliederen, een cyclus.
- Volksliederen.
- Liederen op teksten van Frederik van Eeden (Ellen), René De Clerck (De Bloem der Heide) en Albrecht Rodenbach (Gudrun).